# ClearType Font Collection
Die ClearType Font Collection ist eine Sammlung von Fonts, die von 2003 bis 2006 von Microsoft entwickelt und im November 2006 mit Windows Vista und Office 2007 erstmals veröffentlicht wurde. Sie umfasst sechs Schriften mit Glyphen für das lateinische, griechische und kyrillische Alphabet als Normal, Kursiv-, Fett- und Fett-Kursiv-Schnitte sowie eine Schrift mit Glyphen für die japanische Schrift.

## Enthaltene Fonts
| Font       | Besonderheiten                                                             | Designer                                                  |
| ---------- | -------------------------------------------------------------------------- | --------------------------------------------------------- |
| Calibri    | serifenlose Schrift, Standardschrift in Microsoft Office seit Version 2007 | Lucas de Groot, Mamoun Sakkal, Ruben Tarumian             |
| Cambria    | Serifenschrift                                                             | Jelle Bosma, Steve Matteson, Robin Nicholas               |
| Candara    | informelle, serifenlose Schrift                                            | Gary Munch                                                |
| Consolas   | nichtproportionale Festbreitenschrift                                      | Lucas de Groot                                            |
| Constantia | Serifenschrift                                                             | John Hudson                                               |
| Corbel     | serifenlose Schrift                                                        | Jeremy Tankard                                            |
| Meiryo     | für japanische Schrift                                                     | Eiichi Kōno, Takeharu Suzuki, Matthew Carter, Tom Rickner |

Kyrillisches Ԓ in sechs Schriften, davon drei aus dieser Sammlung

Die Dingbat-Font Cariadings wurde 2006 von Microsoft-Mitarbeiterin Geraldine Wade entwickelt und 2007 mit der ClearType Font Collection angekündigt, aber letztlich nicht gemeinsam veröffentlicht. Cariadings ist aber als einzelne Font separat erhältlich.

## Geschichte
Vorläufer dieser Schriften waren die TrueType-Schriften Core fonts for the Web, die erstmals 1996 veröffentlicht wurden und seitdem in den Windows-Betriebssystemen und oft im Web verwendet wurden. Diese waren bereits für die Anzeige auf Bildschirmen, aber für ganze Pixel optimiert. Die neuen Fonts sollten die Features der OpenType-Erweiterung des TrueType-Standards, wie zum Beispiel Ligaturen und die weiterentwickelte ClearType-Technologie in Windows verwenden. Damit konnten sie die Möglichkeiten moderner Bildschirme mit höherer Auflösung und die feinere Darstellung mittels Subpixel-Rendering ausnutzen.

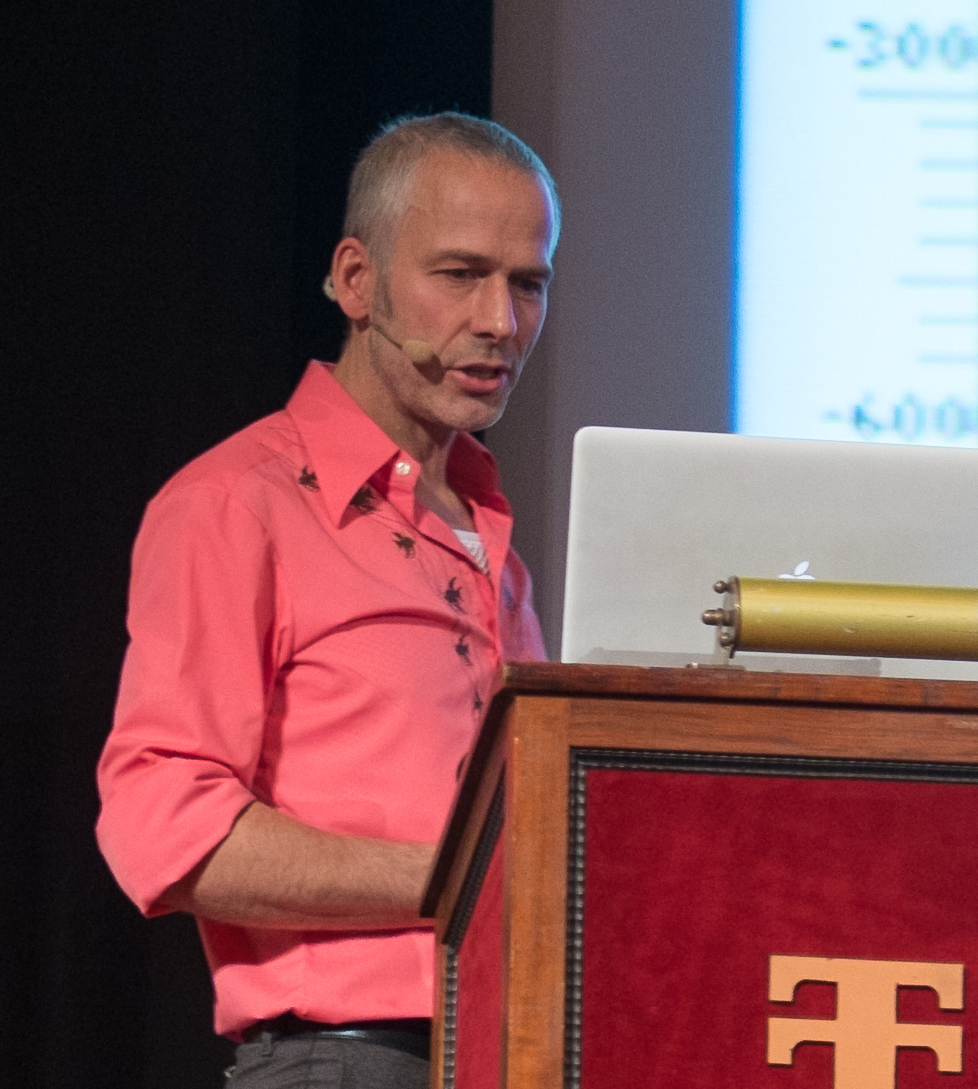
Lucas de Groot (2013)

Das Projekt startete im Januar 2003 mit einem Treffen an Microsofts Hauptsitz in Redmond. Alle Schriftdesigner des Projekts waren keine Angestellten bei Microsoft, sondern Externe:
- Jelle Bosma von Agfa Monotype Corporation
- John Hudson, Mitinhaber von Tiro Typeworks in Vancouver
- Lucas de Groot, selbstständiger Schriftgestalter und Professor für Schriftgestaltung aus den Niederlanden
- Gary Munch, selbstständiger Schriftgestalter aus Stamford
- Jeremy Tankard, selbstständiger Schriftgestalter aus Lincoln

Zusätzlich waren als Berater für das griechische und kyrillische Alphabet beteiligt:
- Maxim Zhukov, langjähriger Typografie-Berater der Vereinten Nationen in New York
- Gerry Leonidas, Professor und Dozent für Typografie an der University of Reading

Bei den sechs „westlichen“ Schriften wurden die Glyphen für die verschiedenen Alphabete und die verschiedenen Schnitte nicht nacheinander, sondern in einem gemeinsam Prozess erstellt, um ein einheitliches Aussehen zu erzeugen. Die Entwicklung einer modernen japanischen Schrift verlief komplett unabhängig davon. Für das Projekt wurden die Programme Fontlab und Microsoft Volt (Microsoft Visual OpenType Layout Tool) verwendet. Diese und einige andere Software wurden für die Umsetzung angepasst und erweitert.
Anders als die Core fonts for the Web wurden die Schriften der ClearType Collection nie unter einer freien Lizenz veröffentlicht, unter der Dritte sie kostenlos weitergeben dürften. Sie sind aber seit 2007 in jeder Windows- und Office-Version enthalten und entsprechend weit verbreitet. Außerdem können sie unabhängig von Microsoft-Software direkt lizenziert werden. Microsoft selbst veröffentlichte mit dem PowerPoint Viewer 2007 und späteren Versionen kostenlos die ClearType-Schriften, beendete aber im April 2018 die Weiterentwicklung des Produkts und stellt es seitdem nicht mehr zum Herunterladen bereit. Die letzte Version 14.0.4754.1000 wird allerdings weiter von diversen Software-Portalen angeboten. Genauso verhält es sich mit dem Open XML File Format Converter for Mac, der die Schriften ebenfalls enthielt.
Im April 2021 veröffentlichte Microsoft eine Liste mit fünf neuen Schriften, die seitdem in Microsoft 365 verfügbar sind und von denen eine als Nachfolger von Calibri und neue Standardschrift für Microsoft Office ausgewählt werden soll, und fragte nach Rückmeldungen der Nutzer. Die Schriften heißen Tenorite, Bierstadt, Skeena, Seaford und Grandview.

## Rezeption
Die Fonts fanden bei Kritikern ein überwiegend positives Echo. Vor allem die Abstimmung der lateinischen, griechischen und kyrillischen Buchstaben wurde gelobt. Die Schrift Calibri wurde mehrfach ausgezeichnet und wird als Standardschrift für Dokumente in Microsoft Office enorm häufig gesehen und beim Erstellen von Textdokumenten verwendet. Die Schrift Meiryo wurde 2007 vom Tokyo Type Directors Club mit dem Preis für Schriftdesign ausgezeichnet.